# Coleophora dahurica
Coleophora dahurica é uma espécie de mariposa do gênero Coleophora pertencente à família Coleophoridae.